# Falsohippopsicon albosternale
Falsohippopsicon albosternale es una especie de escarabajo de la familia Cerambycidae. Fue descrito por Breuning en 1942.